# Griot

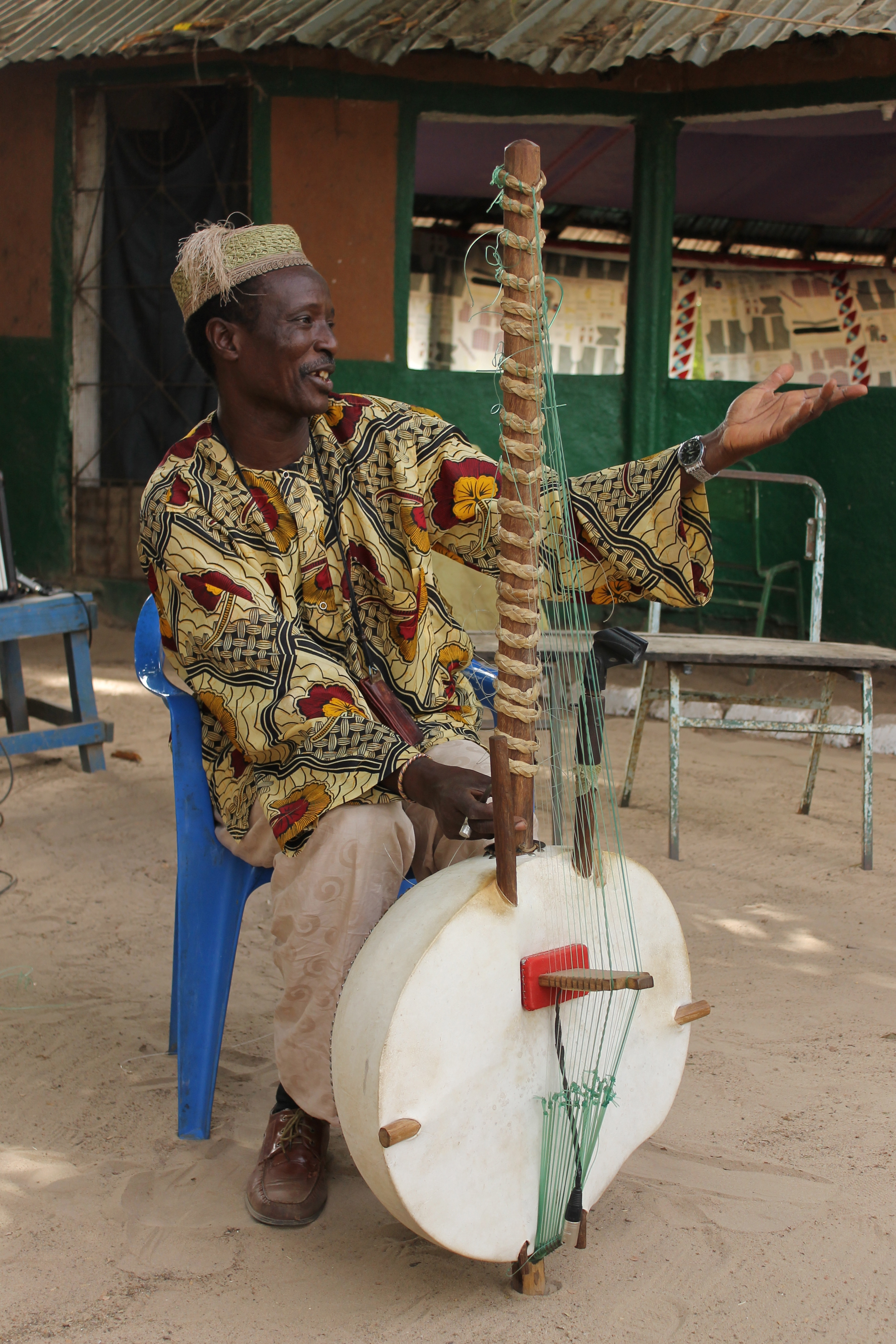
Jaliba Mamadou i Gambia

En griot är en västafrikansk sångare, historieberättare, underhållare, lovsångare, musiker och muntlig historiker. Grioter finns idag i många delar av Västafrika och finns inom bland annat mande-folken (mandinka, malinké, bambara, etc.), fulɓe (fulani), hausa, songhai, tukulóor, wolof, serer, mossi, dagomba och susu. Ordet '"griot" tros härstamma från franskans guiriot, en version av portugisiskans criado, den maskulina formen av "tjänare". 
Grioter går under många olika namn på olika de folkgruppernas språk, exempelvis jeli bland mandefolken i norr och jali bland mandefolken i söder, guewel på wolof, gawlo på fula. Traditionerna skiljer sig mellan folkgrupperna vad gäller användning av instrument, tonspråk, rytm, dans och funktion. De flesta är del av ett kastsystem där de föds och uppfostras till att ha en viss ställning och funktion som griot och förväntas gifta sig inom kasten. De kan jämföras med de europeiska trubadurerna under medeltiden, men har en mycket bredare funktion än att vara bara musiker. Att föra vidare historien, liksom att skapa nya berättelser och sprida nyheter har varit lika viktigt som att underhålla och ge liv till högtider och festligheter.

## Mandinka jalis
Mandinkafolkets professionella musiker, grioter, kallas jalis. Det historiska ursprunget för jalis sägs komma från den stora hjälten och Maliimperiets grundare Mansa Sunjata Keita. När jalis ombeds att svara på komplexa frågor refererar de ofta till berättelsen om Sunjata, en berättelse som beskrivs som historia, litteratur och framförande, tre lika viktiga delar som inte har några skarpa avgränsningar mellan sig.
En jalis hantverk kallas jaliya - "det jalin gör" - och är en komplex sammansättning mellan musikaliska och verbala konstformer. Det finns tre former av jaliya: att tala, sjunga eller spela ett instrument och en jali är ofta specialiserad på två av dem. Traditionellt är den kvinnliga jalin, jali muso, mästare på tal och sång, medan mannen spelar ett instrument och antingen sjunger eller talar. Genom att gifta sig inom jalikasten skapas konsten jaliyas helhet.
Jalis är:
- samhällets kollektiva minne
- samhällets cement
- fredsstiftare
- vandrande bibliotek
- medlare mellan folket och deras ledare
- en nyhetsförmedling
- underhållare, och;
- musiker (även om detta inte finns som term på mandinka)[5]

Det vanligaste instrumentet jalis spelar är kora, en harpluta med 21 strängar och en kropp av kalebass. Enligt traditionen börjar en jali lära sig spela vid fem års ålder, oftast av sin pappa eller en äldre släkting som under lärlingstiden har som plikt att undervisa och underhålla den unge pojken. I gengäld förväntar de sig hårt arbete, både vad gäller studierna och med arbete i hushållet.  Efter ca tio år är det möjligt för den unge musikern att ta sin examen genom att bevisa vad han lärt sig inom instrumentteknik, lovord och berömmande av medlemmar i olika familjer och klaner, historisk fakta, myter och ordspråk. En mästare kallas jaliba.
I mandefolkens klassystem är jalis del av de professionella hantverkarnas klass som är under de som är födda fria och över de tidigare slavarna. Enligt traditionen fick kora endast spelas av jalis, eftersom de var de enda som kunde kontrollera nyama den farliga kraften som släpps lös när en jali spelar. Trots låg social status har de samtidigt haft en viktig och framträdande roll för människor i samhällets alla skikt. För att tjäna pengar underhåller och lovordar jalis människor och mottagaren har en skyldighet att ge jalis vad de behöver, annars kan det leda till negativa andliga eller sociala konsekvenser. Även om de flesta inom mandefolken är muslimer genomsyras kulturen fortfarande av övertygelser från tidigare religioner.
Idag blir den traditionella musiken, och därmed jalins roll och funktion, allt mindre viktig när afrikansk pop, rapmusik och den västerländskt inspirerade musikindustrin växer. När samhällets sociala strukturer luckras upp och förändras går inte hantverket längre i arv som tidigare. Istället ersätts lärlingsutbildningen med skolor utanför hemmet där musikundervisning ofta består av kvarlevor från kolonialtiden. I den moderna musikindustrin kommer de flesta inte från en jalifamilj och traditionella jalis får mycket lite utrymme i media. Ny konkurrens har förändrat både den ekonomiska och sociala situationen. "I den konservativa jalins uppfattning har förekomsten av de självutnämnda musiker och inspelande artister som inte är grioter resulterat i förvirring kring förståelsen av deras egen identitet."  Många av de mest kvalificerade musikerna flyttar till Europa för att ta vara på den växande efterfrågan av traditionell västafrikansk som finns här.